# Lupinus succulentus
Lupinus succulentus är en ärtväxtart som beskrevs av Karl Heinrich Koch. Lupinus succulentus ingår i släktet lupiner, och familjen ärtväxter.

## Underarter
Arten delas in i följande underarter:
- L. s. brandegeei
- L. s. succulentus

## Bildgalleri

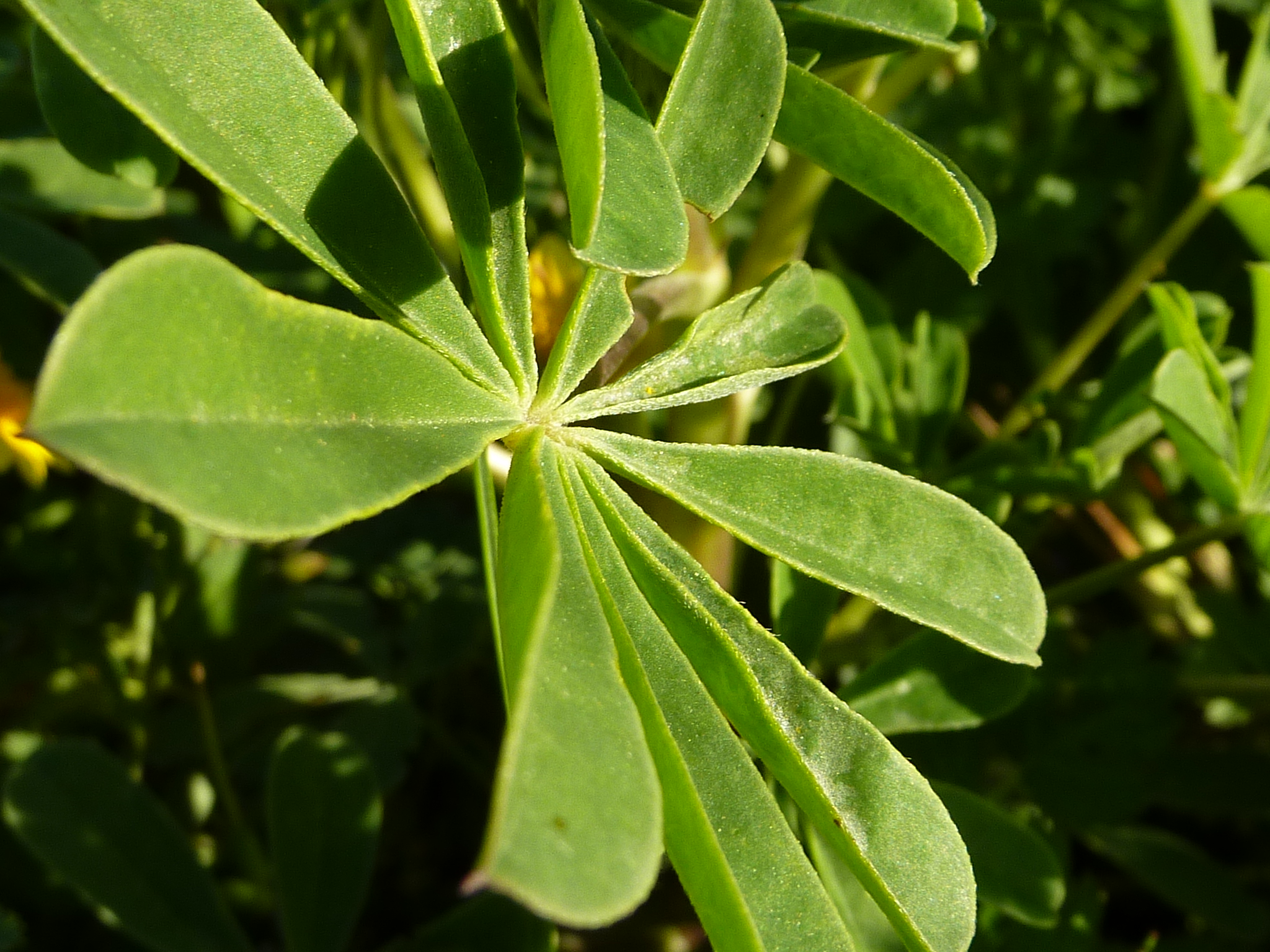
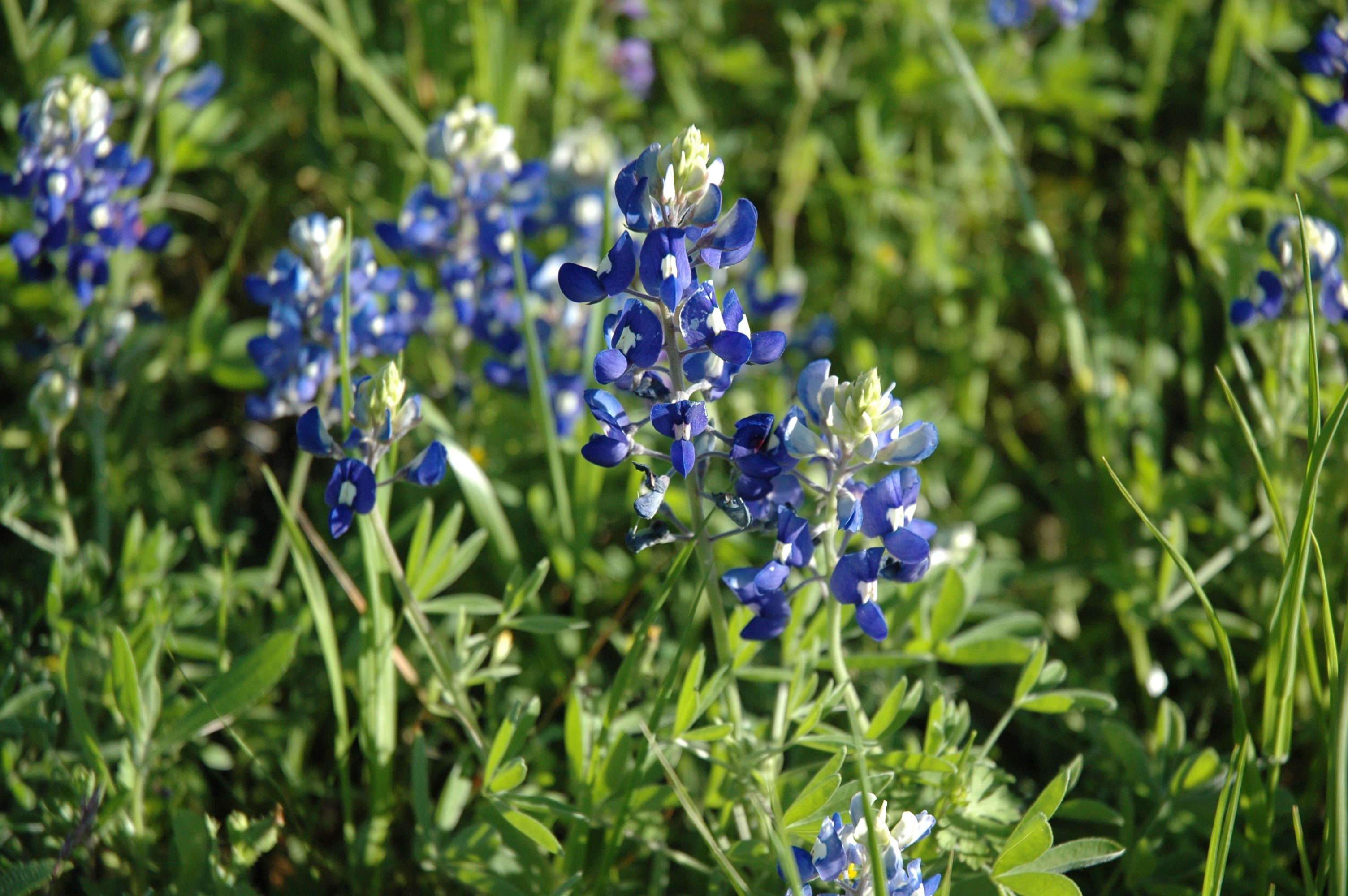
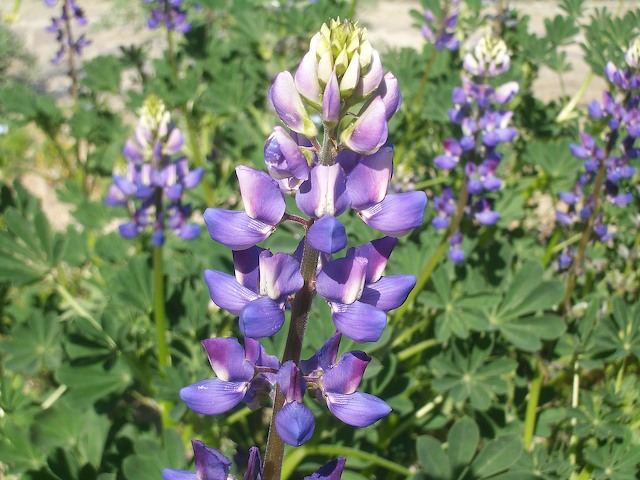
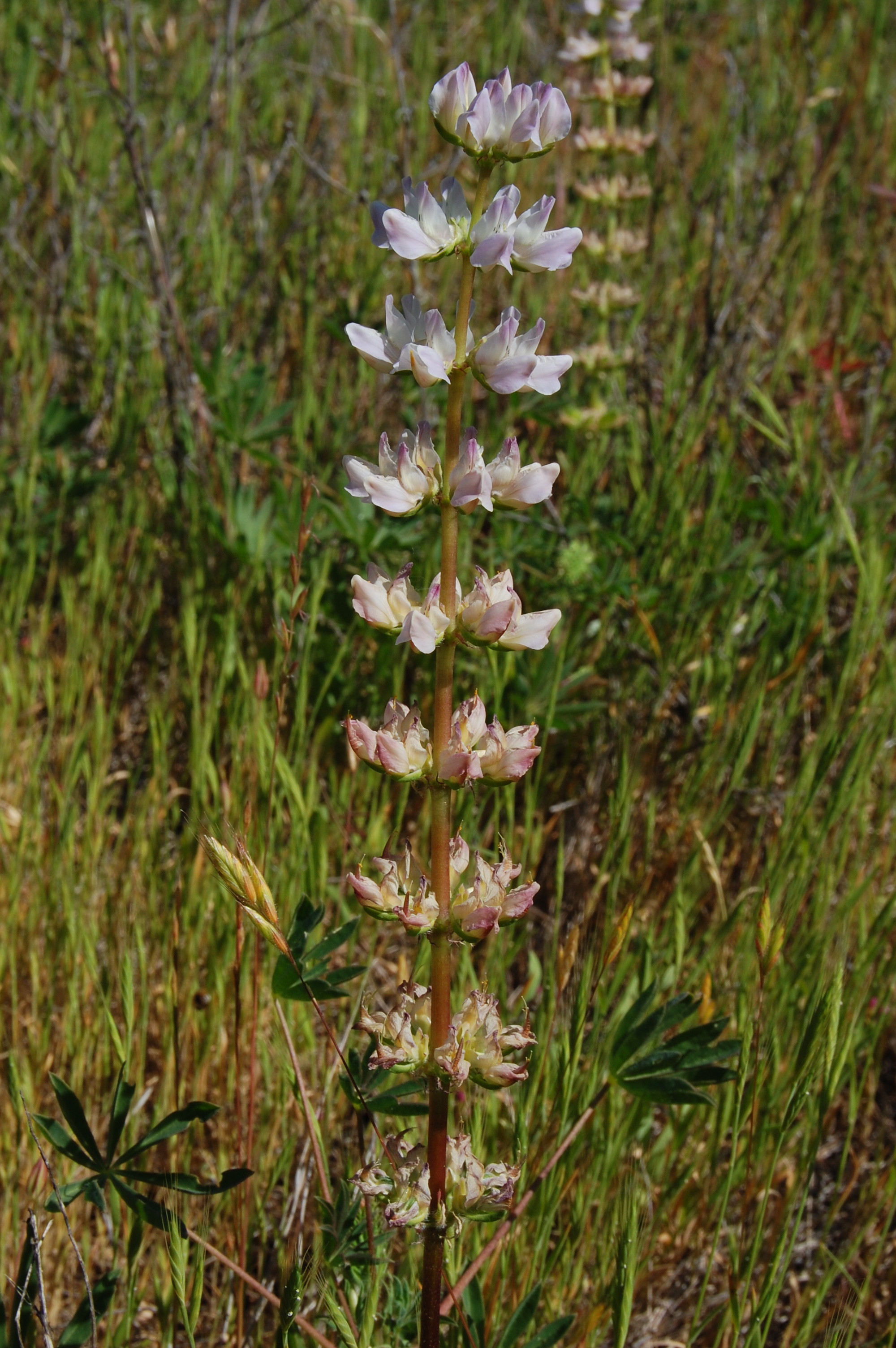